# Sint-Antonius van Paduakerk (Heverlee)
De Sint-Antonius van Paduakerk is een parochiekerk in de tot de Vlaams-Brabantse gemeente Leuven behorende plaats Heverlee, gelegen aan de Léon Schreursvest 33C.

## Geschiedenis
Buiten de vestingwallen groeide een nieuwe wijk waarin vooral mensen woonden die werkzaam waren bij het spoor of in de nabijgelegen gevangenis.
Deze neoromaanse kerk werd gebouwd in 1895 langs de voormalige Leuvense vestingwal. Het was aanvankelijk een vrijstaand gebouw maar uiteindelijk werd de kerk ingesloten door de bebouwing. De parochie omvatte gelovigen uit Leuven, Heverlee en Kessel-Lo, later enkel parochianen uit Heverlee.
Het kerkinterieur werd door donaties van de familie Van Diest, die omstreeks 1905 een confectiebedrijf uitbaatte, aanzienlijk verfraaid. Van 1945-1969 werden wijdingen van motorvoertuigen georganiseerd.
In 1929 werd een doopkapel bijgebouwd en in 1957 een definitieve pastorie naar ontwerp van Arthur De Buck.